# Гьон Кастриоти
Гьон Кастриоти (на албански: Gjon Kastrioti), познат също и като Иван Кастриоти, е албански феодал, представител на рода Кастриоти и баща на албанския национален герой Скендербег.

## Биография
Гьон Кастриоти е един от тримата сина на албанския феодал Пал Кастриоти, собственик на двете села Сина и Долна Гарди. Гьон разширява фамилните владения по долината на река Мат – регион известен като Матия или Матя и става притежател на земите между нос Родон (познат също като нос Скендербег) и град Дебър. Има на свое разположение конница от 2000 души.
През 1386 г. той участва в битката при Плочник срещу османците като според някои източници победата на сърбите в тази битка се дължи главно на него. След тази година обаче Кастриоти подобно на други албански князе е принуден да се признае за османски васал и през 1402 г. оказва военна подкрепа на султан Баязид I в битката при Анкара. На 6 юни 1408 г. е един от гарантите на зетския княз Балша III и майка му Елена Балшич при сключването на мирния им договор с Венеция. Четири години по-късно венецианците му предлагат 1000 дукати, за да оттегли подкрепата си за Балша III, но той отхвърля предложението.
През 1413 г. Кастриоти заедно със синовете си става гражданин на Венеция, което му осигурява защитата на Венецианската република. През 1415 – 1417 г. запазвайки добри отношения с венецианците, се признава отново за османски васал. Съгласно установената традиция е принуден да изпраща своите синове като заложници в Османската империя. През 1419 г. венецианците повторно се опитват да го подкупят да застане на тяхна страна срещу Зета и той отново отказва.
По време на обсадата на Солун 1422 – 1430 г. венецианците убеждават Гьон Кастриоти да отхвърли властта на султан Мурад II. През август 1428 г. той изпраща пратеници във Венеция с писмата от Мурад от последните пет години, в които султанът заповядва на Кастриоти да нападне венецианските владения в Албания. Тъй като Кастриоти е отказал да изпълни султанската заповед, той моли Венеция да му предостави убежище при евентуално османско нападение над неговото княжество. След като през 1430 г. след проточилата се няколко години обсада на Солун градът пада в ръцете на османците, те изпращат голяма войска в Албания и завладяват голяма част от земите на Кастриоти. Той за пореден път се признава за османски васал и успява да запази част от владенията си.
През 1432 – 1436 г. Кастриоти участва в неуспешното въстание на албанските князе под предводителството на Георги Арианит, което е потушено.
Гьон Кастриоти умира на 4 май 1437 г. и е погребан в Хилендарския манастир, след което земите му са окончателно присъединени към Османската империя.

## Семейство
Гьон Кастриоти има брак с Войсава, за която има предположение, че е сръбкиня, вероятно свързана с рода Бранковичи. Според една от хипотезите е възможно тя да е дъщеря на Вук Бранкович или на неговия по-голям брат Гъргур Голубич. Според друга хипотеза е сестра на Мара Бранкович следователно пак принадлежаща към фамилията Бранковичи. Двамата имат девет деца – синовете Станиша, Репош, Костадин и Георги (Скендербег) и дъщерите Мара, Елена, Ангелина, Влайка и Мамика.